# Laika da Sibéria Ocidental
O laika da Sibéria Ocidental[Nota] (em russo:  Западносибирская лайка) é dita a variação laika mais popular de todas, devido a sua aparência e habilidade de caça. Na Sibéria, foi o companheiro de Lenin. Cão de caça à presas grandes, pode ser treinado para caçar as menores e como cão de trenó. Oriundo das regiões russas de Mansi e Khantu, possui duas subvariações: uma mais atarracada e outra mais veloz. Chegando a pesar 23 kg, não é considerado bom cão de companhia devido a dificuldade que os donos encontram em diminuir suas necessidades para atividades físicas vigorosas.